# Kosmos 2135
Kosmos 2135, sovjetski vojni navigacijski i komunikacijski satelit iz programa Kosmos. Vrste je Parus.
Lansiran je 26. veljače 1991. godine u 4:53 s kozmodroma Pljesecka, s mjesta 133/3. Lansiran je u nisku orbitu oko planeta Zemlje raketom nosačem Kosmos-3M 11K65M. Orbita mu je 923 km u perigeju i 1020 km u apogeju. Orbitne inklinacije je 82,83°. Spacetrackov kataloški broj je 21130. COSPARova oznaka je 1991-013-A. Zemlju obilazi u 104,51 minutu. Pri lansiranju bio je mase 810 kg. 
Iz misije je ostao još jedan dio koji je ostao kružiti u niskoj orbiti. 

## Vanjske poveznice
- N2YO.com Search Satellite Database (engl.)
- Celes Trak SATCAT Format Documentation (engl.)
- Kunstman  Arhivirana inačica izvorne stranice od 12. kolovoza 2019. (Wayback Machine) Satellites in Orbit (engl.)